# Calospila siaka
Calospila siaka is een vlindersoort uit de familie van de prachtvlinders (Riodinidae), onderfamilie Riodininae.
Calospila siaka werd in 1858 beschreven door Hewitson.